# 65 (film)
A 65 2023-ban bemutatott amerikai sci-fi film, amelyet Scott Beck és Bryan Woods írt és rendezett. A főbb szerepekben Adam Driver és Ariana Greenblatt látható.
Amerikában 2023. március 10-én, míg Magyarországon 2023. március 16-án mutatták be.

## Cselekmény
65 millió évvel ezelőtt a Somaris bolygón a pilóta Mills meggyőzi feleségét, Alya-t, hogy vállaljon el egy kétéves űrexpedíciót, hogy pénzt keressen lányuk, Nevine betegségének kezeléséhez. A Somarisra való visszaút során azonban a kréta időszakban a Földre zuhan. A hajója megsérült és kettészakadt, és azt tapasztalja, hogy utasai meghaltak, ezért öngyilkosságot fontolgat, amíg meg nem találja az egyetlen túlélőt, egy fiatal lányt, akit Koa-nak hívnak. Mills elhatározza, hogy gondoskodik Koa-ról, azonban a két embernek nehézséget okoz a kommunikáció a különböző nyelvek miatt.
Mills később felfedezi, hogy a hajó másik felében egy működő menekülő sikló található, és vészjelzést küld a mentés érdekében. Mills elmondja Koa-nak, hogy a hegyre mennek, ahol a sikló található, bár azt hazudja, hogy a szülei életben vannak, hogy a lányt arra bátorítsa, hogy vele menjen. Miközben átkelnek a bolygón, kötődnek egymáshoz, miközben Mills megvédi Koa-t a támadó dinoszauruszoktól.
Miközben az éjszakát egy barlangnyílás közelében töltik, Koa több videóüzenetet is megnéz, amelyeket Nevine küldött, aki Mills expedíciója alatt belehalt betegségébe. Kettejüket megtámadja egy óriás theropoda, akit megsebesítenek, mielőtt a barlangban elrejtőznek. Miután egy sziklaomlás elválasztja őket egymástól, magukra maradnak, mielőtt újra találkoznak. Mills azt is felfedezi, hogy egy aszteroida, amelynek törmelékei miatt lezuhant a hajójuk, kevesebb mint 12 órán belül becsapódik a Földbe, és katasztrofális kihalási eseményt idéz elő.
Ők ketten elérik a hajót, de Koa dühös, amikor rájön, hogy Mills hazudott neki. Mills megnyílik Koa előtt Nevine elvesztéséről, és megígéri, hogy megvédi őt. Miután megtudják, hogy a mentés már úton van, mindketten felszállnak a menekülő űrsiklóra, de az aszteroida törmelékei miatt lezuhannak a hegyről. Millsnek és Koának sikerül elhárítaniuk két nagy tyrannosaurus rexet, de a ragadozó, akit korábban megsebesítettek, támadni kezdi őket, mielőtt egy gejzírrobbanással sikerül megölniük. Gyorsan visszatérnek a hajóra, és a mentőakció felé tartanak, miközben az aszteroida összeütközik a Földdel.

## Szereplők
| Szerep | Színész           | Magyar hang           |
| ------ | ----------------- | --------------------- |
| Mills  | Adam Driver       | Kolovratnik Krisztián |
| Koa    | Ariana Greenblatt | Hegedűs Johanna       |
| Nevine | Chloe Coleman     | Kobela Kíra           |
| Alya   | Nika King         | Pikali Gerda          |

### Magyar változat
- Felolvasó: Jakab Csaba
- Magyar szöveg: Tóth Tamás
- Hangmérnök: Illés Gergely
- Vágó: Simkóné Varga Erzsébet
- Gyártásvezető: Gelencsér Adrienne
- Szinkronrendező: Tabák Kata
- Produkciós vezető: Hagen Péter

A szinkront a Mafilm Audio Kft. készítette.

## A film készítése
2020 szeptemberében Adam Driver aláírt a film főszerepére, amelyet Scott Beck és Bryan Woods készített, írt és rendezett. Két hónappal később Ariana Greenblatt csatlakozott a szereplőgárdához. 2020 decemberében Chloe Coleman csatlakozott a szereplőgárdához.
A forgatás 2020. november 16-án kezdődött volna New Orleansban, végül 2020. december 7-én kezdődött. 2021 januárjában a Louisiana állambeli Vernon megyében, a Kisatchie National Forest-ben is forgattak, a forgatás január 16-án már félidőben volt, és 2021. február 21-én fejeződött be. Emellett több oregoni helyszínt is használtak a forgatáshoz.